# Кумтепе
Кумтепе (тур. Kumtepe) — древнейшее постоянное поселение в Троаде, области на северо-западе Анатолии, политическим центром которой позднее стала Троя.
Кумтепе состоит из 4 слоёв, Кумтепе IA, IB, IC и II. Последние два были сильно повреждены в XX веке, но два предыдущих, относительно неповреждённых слоя IA и IB, представляют для археологов особый интерес, поскольку они старше, чем иные поселения в этом регионе.
Около 4800 года до н. э. в Кумтепе появляется первое поселение. Жители его занимались ловлей рыбы, в рацион также входили устрицы. Покойных хоронили, но без погребальных даров. Слой Кумтепе A относится к неолиту, однако его жители уже знали медь. Около 4500 года до н. э. Кумтепе был заброшен.
Около 3700 года до н. э. Кумтепе заселили новые колонисты. Люди этой новой культуры, Кумтепе B, строили относительно крупные дома с несколькими помещениями, иногда даже с прихожей. Они занимались скотоводством и земледелием. Важнейшими домашними животными были козы и овцы, которых выращивали не только ради мяса, но и ради молока и шерсти. Наряду с медью людям данной культуры были знакомы свинец и бронза. Вскоре после 3000 года до н. э. возникают поселения Яссытепе и Гиссарлык (Троя), возможно, основанные выходцами из Кумтепе.
У двух представителей Кумтепе, живших 4700 лет до н. э., обнаружена митохондриальная гаплогруппа H2a3.